# Begonia iridescens
Espèce
Begonia iridescens est une espèce de plantes de la famille des Begoniaceae.
L'espèce fait partie de la section Platycentrum.
Elle a été décrite en 1920 par Stephen Troyte Dunn (1868-1938).

## Répartition géographique
Cette espèce est originaire d'Inde.